# 伍德朗鎮區 (密蘇里州門羅縣)
伍德朗鎮區（英語：Woodlawn Township）是位於美國密蘇里州門羅縣的一個行政鎮區。

## 地方資料
伍德朗鎮區的面積為121.60平方千米，當中陸地面積為121.00平方千米，而水域面積為0.60平方千米。根據2020年美國人口普查的數據，當地共有人口202人，而人口密度為每平方千米1.66人。